# Суарес, Матиас Себастьян
Мати́ас Себастья́н Суа́рес Суа́рес (исп. Mathías Sebastián Suárez Suárez; родился 24 июня 1996 года, Монтевидео) — уругвайский футболист, защитник клуба «Депортиво Мальдонадо». Выступал за сборную Уругвая.

## Клубная карьера
Суарес — воспитанник клуба «Дефенсор Спортинг». 15 декабря 2013 года в матче против столичного «Ривер Плейта» он дебютировал в уругвайской Примере.
В начале 2019 года Матиас стал футболистом французского «Монпелье».
В 2020 году на правах аренды выступал за «Насьональ». В 2022 году вновь отправился в аренду, на этот раз в «Монтевидео Сити Торке».

## Международная карьера
В начале 2015 года Суарес в составе молодёжной сборной Уругвая стал бронзовым призёром домашнего молодёжном чемпионате Южной Америки. На турнире он сыграл в матчах против команд Чили, Перу, Парагвая, Аргентины, дважды Колумбии и Бразилии.
Летом того же года Матиас принял участие в молодёжном чемпионате мира в Новой Зеландии. На турнире он сыграл в матчах против сборных Сербии, Мексики, Мали и Бразилии. В поединке против мексиканцев Суарес забил гол.
В 2015 году Матиас также в составе стал победителем Панамериканских игр в Канаде. На турнире он сыграл в матчах против Тринидада и Тобаго, Парагвая, Бразилии и дважды Мексики.
16 ноября 2018 года Матиас Суарес дебютировал в основной сборной Уругвая в товарищеском матче против Бразилии. Суарес провёл на поле 81 минуту и был заменён Маурисио Лемосом, а уругвайцы уступили со счётом 0:1.

## Достижения
Уругвай (до 20)
- Бронзовый призёр молодёжного чемпионата Южной Америки: 2015

Уругвай (до 22)
- Победитель Панамериканских игр: 2015